# Materiales bituminosos
Los materiales bituminosos son sustancias negras, sólidas o viscosas, dúctiles, que se ablandan con el calor. Incluyen tanto los de origen petrolífero (crudos) como los obtenidos por destilación destructiva de sustancias carbonosas (derivadas del petróleo).

## Reseña histórica
Se trata de unos de los materiales de construcción más antiguos que existen; usados ya en Mesopotamia y en el valle del Indo (3800 a. C.). Se empleaba el betún natural en construcciones de caminos, albañilería y otros usos.
Pese a que los primeros productos utilizados fueron los betunes naturales, con el paso del tiempo y el avance de la ciencia, su uso se ha visto reducido en favor de betunes químicos procedentes de la destilación del petróleo o de carbones.

## Tipos
Los materiales bituminosos pueden dividirse en dos grandes grupos: betunes y alquitranes.
Ambos presentan unas propiedades análogas y de diferencias muy significativas: los dos son termoplásticos y poseen una buena adhesividad con los áridos; sin embargo la viscosidad de los alquitranes se ve más afectada por las variaciones de temperaturas y su envejecimiento es mucho más precoz que el de los betunes.

### Bitúmenes
Son mezclas de hidrocarburos naturales, pirogenados (sometidos a tratamientos de calor), o combinaciones de ambos. Pueden presentar diversos estados: gaseosos, líquidos, semisólidos, y sólidos. Además y como ya hemos comentado pueden ser naturales o artificiales.
Bitúmenes naturales
Se encuentran en la naturaleza formando lagos, mezclados con arena o arcilla, y a veces impregnando rocas. Son poco abundantes y su extracción no presenta gran interés. El origen de estos betunes está en los petróleos que han subido a la superficie a través de fisuras y se han depositado allí; con el tiempo los materiales más ligeros se evaporaron, quedando los componentes de mayor viscosidad.
Bitúmenes artificiales
Se obtienen a partir del petróleo sometiendo al mismo, después de una destilación fraccionada a temperatura ambiente, a otro proceso de destilación fraccionada en caliente y vacío para obtener aceites pesados y grasas sin que se produzca el cracking que se origina con temperaturas más altas. Este cracking consiste en romper las cadenas de los hidrocarburos más largas y convertirlas en hidrocarburos de cadenas más pequeñas.
Cabe destacar dentro de los diversos tipos de betunes, algunos de ellos de especial interés como los bitúmenes asfálticos. Estos betunes, preparados por destilación de hidrocarburos naturales, se presentan como sólidos o semisólidos a temperatura ambiente por lo que para poder usarlos en obra, es precisos calentarlos a fin de reducir su viscosidad.
Otros tipos de bitúmenes son:
Bitúmenes fluidificados
Se obtienen mezclando betunes duros con aceites ligeros (queroseno, gasolina, etc.). Tiene la ventaja de que no es preciso calentarlos para su utilización y los disolventes empleados tienen como única misión facilitar el trabajo en obra, ya que se eliminan en el proceso de curado. Si este betún lo emulsionamos con agua, además de reducir su viscosidad, facilita su uso en condiciones de bajas temperaturas, lluvias o humedad.
Las especificaciones españolas definen dos grupos de betunes fluidificados: RC (curado rápido) y MC (curado medio). Los rápidos emplean como disolvente naftas o gasolinas muy volátiles, mientras que los medios utilizan petróleo o queroseno.
Emulsiones Bituminosas
Son mezclas de dos líquidos no miscibles, uno de los cuales se dispersa en forma de gotas muy pequeñas por el otro. Si se mezclan y agitan betún fundido y agua caliente se obtiene una emulsión, pero, en cuanto está en reposo las partículas dispersas empiezan a unirse hasta que se produce la separación del betún y el agua, lo que se denomina como emulsión rota. A fin de conseguir emulsiones estables, se emplea un tercer producto llamado emulsionante cuya finalidad es rodear las partículas del betún impidiendo su unión, y por consiguiente evitando que la emulsión se rompa.
Al colocar en obra la emulsión y en contacto con los áridos, se produce la rotura de la misma. Es decir, las partículas se vuelven a juntar formando una película continua que une al árido. Por ello existen varios tipos de emulsiones de rotura: rápida (R), media (M) y lenta (L). Además las especificaciones españolas distinguen dos grupos de emulsiones: las aniónicas (A) y las catiónicas (C).
Algunos autores clasifican de diferente forma los tipos de betunes siendo otra posible clasificación la siguiente: imprimadores, que se utilizan para la preparación de superficies; pegamentos bituminosos y adhesivos, que se utilizan para la unión de productos o elementos de la impermeabilización; másticos y armadura bituminosas, que se utilizan para la realización in situ de la impermeabilización; materiales para el sellado de juntas; y productos prefabricados tales como las láminas y las placas.

### Breas

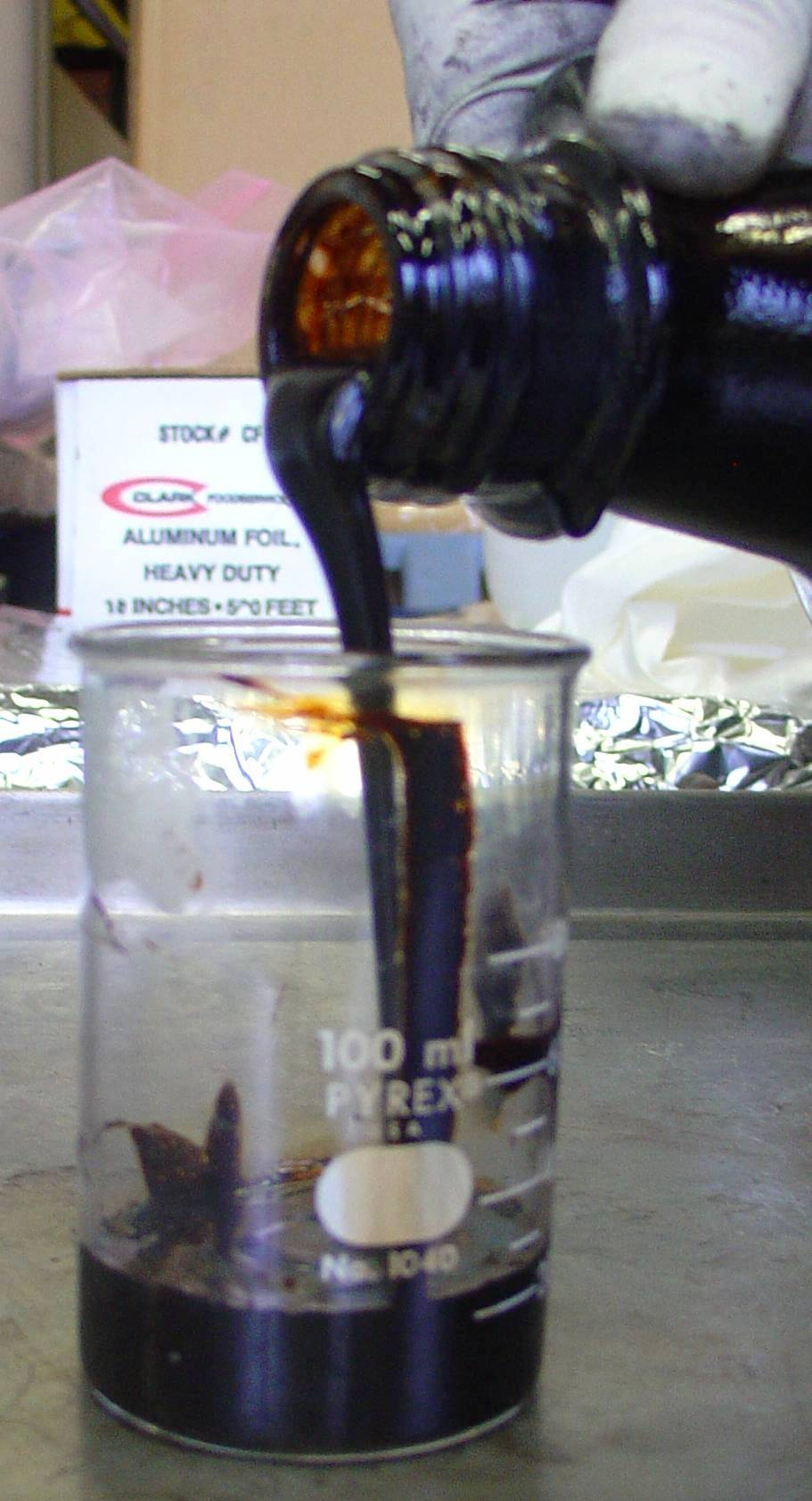
Brea.

Son productos bituminosos semisólidos o líquidos que se obtienen por destilación en ausencia de aire. Existen distintos tipos de brea: de hulla, lignito, esquistos o madera. Siendo el primero de ellos el más utilizado en obra. 
Se denomina brea al residuo fusible, semisólido o sólido, de color negro o marrón oscuro, que queda después de la evaporación parcial o destilación del alquitrán o sus derivados. La brea no se obtiene como producto, sino como subproducto. Normalmente se calientan los carbones vegetales (hulla, antracita) para que se desprendan los hidrocarburos que guardan en su interior y entonces obtenemos el gas ciudad. Debido a la circulación de este gas por tuberías se origina un residuo viscoso que es lo que se denomina brea en bruto. Al someter a este a un proceso de destilación, se van separando aceites hasta que al final se obtiene la brea. Así, con esta brea y los aceites de distintas densidades se obtiene el alquitrán con el que se va a trabajar.
Las especificaciones españolas consideran dos tipos de alquitranes, AQ y BQ, según los tipos de breas y aceites que entren en su composición. Los de tipo A contienen brea más dura y aceites más volátiles que los tipo B

## Propiedades de los betunes asfálticos
Para el estudio de las propiedades de los betunes asfálticos, no es suficiente con un análisis químico elemental, sino que se requiere un minucioso estudio de sus propiedades físico-químicas.
Penetración
Es una medida de la consistencia del producto. Se determina midiendo en décimas de mm la longitud que entra una aguja normalizada en una muestra con unas condiciones especificadas de tiempo, temperatura y carga. Esto mide si el producto es líquido, semisólido o sólido. La consistencia varía con la densidad, disminuyendo la consistencia al aumentar la densidad.
Susceptibilidad Térmica
Es la aptitud que presenta un producto para variar su viscosidad en función de la temperatura. Los menos susceptibles son los oxidados, después los de penetración y los que más susceptibles son los alquitranes.
Punto de reblandecimiento
Es una medida de la susceptibilidad térmica. El punto de reblandecimiento aumenta cuando aumenta la densidad y la penetración disminuye. Un ensayo para su medida es el de anillo y bola (A y B) que consiste en aumentar la temperatura, midiendo cuando la bola llega al fondo del recipiente arrastrando el producto bituminoso.
Índice de Penetración
Valor que da la susceptibilidad térmica de los betunes y se obtiene de otros dos ensayos: el punto de reblandecimiento y el de penetración.
Envejecimiento
Los betunes se ponen en obra en estado plástico. Luego van endureciendo, aumenta la cohesión y crece la viscosidad y la dureza. Este fenómeno tiene lugar hasta llegar a una dureza determinada. A partir de ahí, la cohesión disminuye y el producto se vuelve frágil, muy sensible a los esfuerzos bruscamente aplicados y a las deformaciones rápidas.
Punto de Fragilidad Fraas
El ensayo se aplica a los materiales sólidos o semisólidos y consiste en someter a una película del material que recubre una placa de acero a ciclos sucesivos de flexión a temperaturas decrecientes. Se define como Punto de Fragilidad Fraas la temperatura en °C a la que, a causa de la rigidez que va adquiriendo el material, se observa la primera fisura o rotura en la superficie de la película.

## Transporte y almacenamiento de los betunes asfálticos
Como se expone en la Orden circular 29/2011 sobre el pliego de prescripciones técnicas generales para obras de carreteras y puentes (pg-3). Ligantes bituminosos y microaglomerados en frío:
El betún asfáltico será transportado en cisternas calorífugas y provistas de termómetros situados en puntos bien visibles. Las cisternas deberán estar preparadas para poder calentar el betún asfáltico cuando, por cualquier anomalía, la temperatura de éste baje para impedir su trasiego. Asimismo, dispondrán de un elemento adecuado para la toma de muestras.
Se almacenará en uno o varios tanques, adecuadamente aislados entre sí, que deberán estar provistos de bocas de ventilación para evitar que trabajen a presión y que cuenten con los aparatos de medida y seguridad necesarios, situados en puntos de fácil acceso.
Los tanques deberán ser calorífugos y estar provistos de termómetros situados en puntos bien visibles y dotados de su propio sistema de calefacción, capaz de evitar que, por cualquier anomalía, la temperatura del producto se desvíe de la fijada para el almacenamiento en más de diez grados Celsius (10 °C). Asimismo, dispondrán de una válvula adecuada para la toma de muestras.
Cuando los tanques de almacenamiento no dispongan de medios de carga propios, las cisternas empleadas para el transporte de betún asfáltico estarán dotadas de medios neumáticos o mecánicos para el trasiego rápido de su contenido a los mismos.
Todas las tuberías directas y bombas, preferiblemente rotativas, utilizadas para el trasiego del betún asfáltico, desde la cisterna de transporte al tanque de almacenamiento y de éste al equipo de empleo, deberán estar calefactadas, aisladas térmicamente y dispuestas de modo que se puedan limpiar fácil y perfectamente después de cada aplicación o jornada de trabajo.
Por último, el director de las Obras comprobará, con la frecuencia que crea necesaria, los sistemas de transporte y trasiego y las condiciones de almacenamiento en todo cuanto pudiera afectar a la calidad del material; y de no ser de su conformidad, suspenderá la utilización del contenido del tanque o cisterna correspondiente hasta la comprobación de las características que estime convenientes.

## Aplicaciones
La principal aplicación de los materiales bituminosos y a la que se destina el mayor porcentaje de su producción, se realiza en el campo de la pavimentación de carreteras, formando lo que se ha dado en denominar firmes flexibles. Otra aplicación importante, por el gran papel que desempeña en la construcción aunque no por el consumo de productos, es la impermeabilización tanto de obras hidráulicas como de edificios.
Pavimentos de carreteras
Se pueden considerar las siguientes aplicaciones de productos bituminosos a firmes de carreteras: riegos sin gravilla (de imprimación, riegos de adherencia, de curado), riegos con gravilla, lechadas bituminosas y mezclas bituminosas en frío o en caliente.
Impermeabilizaciones
Una de las aplicaciones más antiguas de los productos bituminosos ha sido la impermeabilización de obras frente al paso del agua procedente del terreno, de lluvia o contenida en depósito o tanques, así como en la protección de estructuras frente a la acción erosionante del agua en movimiento.
Impermeabilización de edificios
El agua puede penetrar en una construcción a través de juntas entre las piezas que forman la cubierta, a través de fisuras, por paredes batidas por las lluvias y el viento, y también las humedades pueden proceder del terreno y ascender por capilaridad en los muros o en los cimientos. La protección contra las humedades debe realizarse en la fase constructiva del edificio ya que "a posteriori" y una vez que han aparecido goteras y humedades es más difícil y aventurado realizar esta protección. La impermeabilización puede realizarse:
En masa
Mezclando con los demás componentes del hormigón tierra de diatomeas impregnada de asfalto o emulsiones asfálticas.
Pinturas asfálticas
Pinturas aplicadas en caliente de alquitrán o de betún, o pinturas aplicadas en frío de cutbacks o emulsiones. Es aplicable en superficies como: exteriores para la impermeabilización de terrazas, tejados, azoteas, paredes medianeras y en general todas las zonas exteriores que no estén sometidas a tránsito significativo y que por su situación se precise impedir el paso del agua. Puede aplicarse sobre cualquier superficie de albañilería exterior, baldosas, cemento, fibrocemento, piedra, etc., y sobre otros materiales como, espuma de poliuretano, galvanizados, zinc, aluminio, PVC, etc.
Membranas asfálticas prefabricadas
Son telas orgánicas o inorgánicas saturadas de un betún fluido y recubiertas por varias capas superficiales de un betún de mayor dureza pero que tenga la suficiente flexibilidad para que las membranas puedan enrollarse y desenrollarse sin fisurarse. En muchas ocasiones se terminan en la superficie exterior o vista con una lámina de aluminio, o con un arenado.
Revestimiento e impermeabilización de canales
Tienen por finalidad impermeabilizar y proteger la superficie de la obra mediante la creación de una membrana continua que evite la pérdida de agua, crear una superficie resistente a la erosión que proporcione una pérdida de carga lo más reducida posible y estabilizar los márgenes de la obra. Hay dos tipos de impermeabilización de canales: uno consistente en la aplicación de hormigones asfálticos y otro en la realización de tratamientos impermeables.
Impermeabilización de presas de tierra y escollera
Se reviste el paramento de aguas arriba por medio de una o dos capas de hormigón asfáltico de modo que se cree un revestimiento impermeable de unos 20 a 25 cm.